# Swaziland i olympiska sommarspelen 2020
Swaziland deltog med en trupp på fyra idrottare vid de olympiska sommarspelen 2020 i Tokyo som hölls mellan den 23 juli och 8 augusti 2021 efter att ha blivit framflyttad ett år på grund av covid-19-pandemin. Det var 11:e sommar-OS som Swaziland deltog vid. Ingen av landets deltagare erövrade någon medalj.

## Boxning
| Idrottare       | Gren                 | Sextondelsfinal      | Åttondelsfinal       | Kvartsfinal          | Semifinal            | Final                | Final            |
| Idrottare       | Gren                 | Motståndare Resultat | Motståndare Resultat | Motståndare Resultat | Motståndare Resultat | Motståndare Resultat | Placering        |
| --------------- | -------------------- | -------------------- | -------------------- | -------------------- | -------------------- | -------------------- | ---------------- |
| Thabiso Dlamini | Herrarnas weltervikt | Mengue (CMR) L RSC   | Gick inte vidare     | Gick inte vidare     | Gick inte vidare     | Gick inte vidare     | Gick inte vidare |

## Friidrott
Förkortningar
- Notera– Placeringar avser endast det specifika heatet.
- Q = Tog sig vidare till nästa omgång
- q = Tog sig vidare till nästa omgång som den snabbaste förloraren eller, i teknikgrenarna, genom placering utan att nå kvalgränsen
- i.u. = Omgången fanns inte i grenen
- Bye = Idrottaren behövde inte tävla i omgången

Gång- och löpgrenar
| Idrottare          | Gren            | Heat       | Heat      | Semifinal  | Semifinal | Final            | Final            |
| Idrottare          | Gren            | Resultat   | Placering | Resultat   | Placering | Resultat         | Placering        |
| ------------------ | --------------- | ---------- | --------- | ---------- | --------- | ---------------- | ---------------- |
| Sibusiso Matsenjwa | Herrarnas 200 m | 20,34 0NR0 | 2 Q       | 20,22 0NR0 | 5         | Gick inte vidare | Gick inte vidare |

## Simning
| Idrottare       | Gren                  | Heat  | Heat      | Semifinal        | Semifinal        | Final            | Final            |
| Idrottare       | Gren                  | Tid   | Placering | Tid              | Placering        | Tid              | Placering        |
| --------------- | --------------------- | ----- | --------- | ---------------- | ---------------- | ---------------- | ---------------- |
| Simanga Dlamini | Herrarnas 50 m frisim | 26,94 | 63        | Gick inte vidare | Gick inte vidare | Gick inte vidare | Gick inte vidare |
| Robyn Young     | Damernas 50 m frisim  | 30,41 | 70        | Gick inte vidare | Gick inte vidare | Gick inte vidare | Gick inte vidare |